# العلاقات الألمانية الطاجيكستانية
العلاقات الألمانية الطاجيكستانية هي العلاقات الثنائية التي تجمع بين ألمانيا وطاجيكستان.

## مقارنة بين البلدين
هذه مقارنة عامة ومرجعية للدولتين:
| وجه المقارنة                                              | ألمانيا                                                                              | طاجيكستان                          |
| --------------------------------------------------------- | ------------------------------------------------------------------------------------ | ---------------------------------- |
| المساحة (كم2)                                             | 357.41 ألف                                                                           | 143.10 ألف                         |
| عدد السكان (نسمة)                                         | 81.29 مليون                                                                          | 8.92 مليون                         |
| الكثافة السكانية (ن./كم²)                                 | 227.44                                                                               | 62.33                              |
| العاصمة                                                   | بون، برلين                                                                           | دوشنبه                             |
| اللغة الرسمية                                             | اللغة الألمانية                                                                      | اللغة الطاجيكية                    |
| العملة                                                    | يورو، مارك ألماني                                                                    | ساماني طاجيكي، الروبل الطاجيكستاني |
| الناتج المحلي الإجمالي (بليون دولار)                      | 3.68 تريليون                                                                         | 7.15 مليار                         |
| الناتج المحلي الإجمالي (تعادل القوة الشرائية) بليون دولار | 3.92 تريليون                                                                         | 24.03 مليار                        |
| الناتج المحلي الإجمالي الاسمي للفرد دولار أمريكي          | 41.31 ألف                                                                            | 925                                |
| الناتج المحلي الإجمالي للفرد دولار أمريكي                 | 46.40 ألف                                                                            | 2.69 ألف                           |
| مؤشر التنمية البشرية                                      | 0.926                                                                                | 0.624                              |
| رمز المكالمات الدولي                                      | +49                                                                                  | +992                               |
| رمز الإنترنت                                              | .de                                                                                  | .tj                                |
| المنطقة الزمنية                                           | توقيت وسط أوروبا، ت ع م+01:00، ت ع م+02:00، توقيت أوروبا الوسطى المعياري (ت غ م +1) ‏ | ت ع م+05:00                        |

## مدن متوأمة
في ما يلي قائمة باتفاقيات التوأمة بين مدن ألمانية وطاجيكستانية:
- ترتبط رويتلينغن مع دوشنبه باتفاقية توأمة.

## منظمات دولية مشتركة
يشترك البلدان في عضوية مجموعة من المنظمات الدولية، منها:
| علم المنظمة | اسم المنظمة                        | تاريخ انضمام ألمانيا | تاريخ انضمام طاجيكستان |
| ----------- | ---------------------------------- | -------------------- | ---------------------- |
|             | مؤسسة التمويل الدولية              | 20 يوليو 1956        | 2 ديسمبر 1994          |
|             | منظمة حظر الأسلحة الكيميائية       | 29 أبريل 1997        | ?                      |
|             | يونسكو                             | 11 يوليو 1951        | 6 أبريل 1993           |
|             | الاتحاد الدولي للاتصالات           | 1866                 | 28 أبريل 1994          |
|             | الأمم المتحدة                      | 18 سبتمبر 1973       | 2 مارس 1992            |
|             | منظمة الشرطة الجنائية الدولية      | ?                    | ?                      |
|             | البنك الدولي للإنشاء والتعمير      | 14 أغسطس 1952        | 4 يونيو 1993           |
|             | منظمة الأمن والتعاون في أوروبا     | 25 يونيو 1973        | 30 يناير 1992          |
|             | الاتحاد البريدي العالمي            | 1 يوليو 1875         | ?                      |
|             | مؤسسة التنمية الدولية              | 24 سبتمبر 1960       | 4 يونيو 1993           |
|             | الفريق المعني برصد الأرض           | ?                    | ?                      |
|             | بنك التنمية الآسيوي                | 1966                 | 1998                   |
|             | وكالة ضمان الاستثمار متعدد الأطراف | 12 أبريل 1988        | 9 ديسمبر 2002          |

## أعلام
هذه قائمة لبعض الشخصيات التي تربطها علاقات بالبلدين:
- ألكسندر هوبر (لاعب كرة قدم، 25 فبراير 1985[31] – )
- أندرياس فولف (لاعب كرة قدم ألماني، 12 يونيو 1982[32] – )

## وصلات خارجية
- موقع وزارة الخارجية الألمانية